# El Triunfo, Juárez
El Triunfo är en ort i Mexiko.   Den ligger i kommunen Juárez och delstaten Chiapas, i den sydöstra delen av landet, 700 km öster om huvudstaden Mexico City. El Triunfo ligger 84 meter över havet och antalet invånare är 210.
Terrängen runt El Triunfo är huvudsakligen platt, men söderut är den kuperad. Runt El Triunfo är det ganska glesbefolkat, med 43 invånare per kvadratkilometer. Närmaste större samhälle är Pichucalco, 13,2 km söder om El Triunfo. Trakten runt El Triunfo består till största delen av jordbruksmark.